# Marius Căta-Chițiga
Marius Căta-Chițiga (n. 13 februarie 1960, Timișoara, România) este un fost jucător de volei olimpic, laureat cu bronz la Jocurile Olimpice de vară din 1980 de la Moscova.

## Carieră
S-a născut pe 13 februarie 1960 în municipiul Timișoara. A început sportul de performanță în 1972 la Școala sportivă din localitate, sub conducerea antrenorului Gheorghe Horhat. Rezultate ca junior: titlul de campion național în 1974 la juniori 3 Târgoviște; locul șase la turneul final din 1975 la juniori mari, divizia școlară; locul cinci în 1976; campion național la divizia școlară și de juniori în 1977. Din acel an, a jucat la Dinamo București, echipă cu care a câștigat zece titluri de campion al României, o Cupă a Cupelor (1979) la Roeselare, Belgia.
În 1980, a fost component al echipei naționale a României, medaliată cu bronz olimpic la Jocurile de la Moscova. În 1981 a câștigat Cupa Campionilor Europeni cu Dinamo București. La Universiada din 1981 a câștigat medalia de aur cu echipa României. Anul următor, locul trei la Cupa Campionilor Europeni. În perioada 1992-94 a jucat în Grecia, la Panellinios Atena. Revenit în țară, a jucat la Rapid București, între 1994 și 1996. A antrenat echipa feroviară în returul campionatului 1994-95, echipă pe care a promovat-o din Divizia B în Divizia A. În 1999, a antrenat pe RATB Grundfos.
Din 1996, este angajat al Ministerului Administrației și Internelor, cu gradul de comisar șef, activând în cadrul Direcției de Informare și Relații Publice - Serviciul Sport. Este membru în Comisia Tehnică a Uniunii Sportive a Polițiilor din Europa.
Din 2004, comentează volei în sală și volei de plajă la Eurosport și Eurosport 2.

## Distincții
- Ordinul „Meritul Sportiv” clasa a III-a (15 aprilie 1981) „pentru rezultatele deosebite obținute la Jocurile olimpice de vară de la Moscova — 1980, precum și pentru contribuția adusă la dezvoltarea activității sportive și la creșterea prestigiului sportului românesc pe plan internațional”[5]